# Karkin
Le karkin  est une langue costanoane parlée aux États-Unis, en Californie, dans la région de la baie de San Francisco, sur le rivage méridional du détroit de Carquinez.
La langue est éteinte.